# CX3CR1
CX3CR1 (англ. C-X3-C motif chemokine receptor 1) – білок, який кодується однойменним геном, розташованим у людей на короткому плечі 3-ї хромосоми.  Довжина поліпептидного ланцюга білка становить 355 амінокислот, а молекулярна маса — 40 396.
| 10         |  | 20         |  | 30         |  | 40         |  | 50         |
| ---------- |  | ---------- |  | ---------- |  | ---------- |  | ---------- |
| MDQFPESVTE |  | NFEYDDLAEA |  | CYIGDIVVFG |  | TVFLSIFYSV |  | IFAIGLVGNL |
| LVVFALTNSK |  | KPKSVTDIYL |  | LNLALSDLLF |  | VATLPFWTHY |  | LINEKGLHNA |
| MCKFTTAFFF |  | IGFFGSIFFI |  | TVISIDRYLA |  | IVLAANSMNN |  | RTVQHGVTIS |
| LGVWAAAILV |  | AAPQFMFTKQ |  | KENECLGDYP |  | EVLQEIWPVL |  | RNVETNFLGF |
| LLPLLIMSYC |  | YFRIIQTLFS |  | CKNHKKAKAI |  | KLILLVVIVF |  | FLFWTPYNVM |
| IFLETLKLYD |  | FFPSCDMRKD |  | LRLALSVTET |  | VAFSHCCLNP |  | LIYAFAGEKF |
| RRYLYHLYGK |  | CLAVLCGRSV |  | HVDFSSSESQ |  | RSRHGSVLSS |  | NFTYHTSDGD |
| ALLLL      |  |            |  |            |  |            |  |            |

A: Аланін

C: Цистеїн

D: Аспарагінова кислота

E: Глутамінова кислота

F: Фенілаланін

G: Гліцин

H: Гістидин

I: Ізолейцин

K: Лізин

L: Лейцин

M: Метіонін

N: Аспарагін

P: Пролін

Q: Глутамін

R: Аргінін

S: Серин

T: Треонін

V: Валін

W: Триптофан

Кодований геном білок за функціями належить до рецепторів, g-білокспряжених рецепторів, білків внутрішньоклітинного сигналінгу, фосфопротеїнів. 
Задіяний у таких біологічних процесах як взаємодія хазяїн-вірус, поліморфізм, альтернативний сплайсинг. 
Локалізований у клітинній мембрані, мембрані.